# Gero (nome)
Gero  è un nome proprio di persona italiano maschile.

## Varianti
- Alterati: Geri

## Origine e diffusione
Dal nome medievale Gero (con una variante in Geri), che, di regola, nasce dall'aferesi del nome Ruggero o Ruggeri - meno comune, anche se non impossibile, una derivazione per apocope da nomi quali Gerardo, Gerbaldo, etc (tutti nomi che, al pari di Ruggero, condividono la radice gaira, molto comune nell'onomastica germanica).
Ai giorni nostri, ad ogni modo, va detto che Gero (in alcuni casi anche Geri) si usa più spesso come ipocoristico di Calogero, anche se, storicamente, il nome è più tipico della tradizione germanica.

## Onomastico
Ultima domenica di Agosto

## Persone
- Gero Zambuto, nome completo Calogero Zambuto, attore, regista e doppiatore italiano
- Carlo Gero di Urach, terzo Duca di Urach

### Variante "Geri"
- Geri d'Arezzo, letterato italiano
- Geri del Bello, lontano parente di Dante Alighieri, ricordato anche nella Divina Commedia
- Geri Palamara, nome d'arte di Calogero Palamara, ex cantautore italiano
- Geri Spina, guelfo nero, citato anche nel Decameron di Giovanni Boccaccio

## Mitologia
- Nella mitologia norrena, Geri e Freki sono i nomi di due lupi compagni del dio Odino; in questo caso, tuttavia, il nome di Geri viene fatto risalire a un termine norreno dal significato di "avaro".